# منى ريكو
منى ريكو (بالإسبانية: Mona Rico)‏ هي ممثلة مكسيكية، ولدت في 15 يوليو 1907 في مدينة مكسيكو في المكسيك، وتوفيت في 15 يوليو 1994 في لوس أنجلوس في الولايات المتحدة.

## وصلات خارجية
- منى ريكو على موقع IMDb (الإنجليزية)
- منى ريكو على موقع قاعدة بيانات الفيلم (الإنجليزية)